# Патканов Керопе Петрович
Патканов Керопе Петрович (вірм. Պատկանյան Քերովբե Պետրոսի; 1833, Нахічевань-на-Дону — 1889, Санкт-Петербург, Російська імперія) — російський вчений-вірменознавець, сходознавець і джерелознавець вірменського походження. Доктор вірменської словесності, член-кореспондент Імператорської академії наук.
Опублікував російською мовою такі переклади творів вірменських авторів VII ст., як «Історія Албанії», «Вірменська географія» Ананії Ширакаці, а також «Історія імператора Іраклія» Себеоса.

## Вибрані праці
- Catalogique de la litterature armenienne depuis le commencement du V jusqu'a XVI siecle. — СПб., 1859. (фр.)
- Цыгане. Несколько слов о наречиях закавказских цыган — Боша и Карачи. — 1886. (рос.)
- Библиографический очерк армянской литературы. — СПб., 1880. (рос.)
- Исследование о диалектах армянского языка. — СПб., 1869. (рос.)